# Attaques au couteau de Croydon
 (février 2021).
Les attaques au couteau de Croydon sont une série d'attaques au couteau survenues le 5 février 2021 à Croydon, dans le sud de Londres, au Royaume-Uni. Un homme a été tué et dix personnes ont été blessées.

## Déroulement
Dix attaques de couteau ont eu lieu dans le Borough londonien de Croydon en l'espace de deux heures. La police a été appelée à cinq reprises pour des rapports d'attaques au couteau, dans lesquelles un homme a été tué et dix personnes blessées,.
En conséquence, la police métropolitaine a invoqué des pouvoirs supplémentaires d'interpellation et de fouille pendant 24 heures. Une enquête pour meurtre est en cours.